# Karl Anders Lindahl
Karl Anders Lindahl, född 12 juni 1986, är en svensk journalist och digital strateg. Han är chefredaktör för Morgon-Tidningen.

## Biografi
Lindahl är född i Urshult, en ort i Tingsryds kommun i Småland. Har har studerat idéhistoria på Södertörns högskola och journalistik på Södra Vätterbygdens folkhögskola. Lindahl har varit verksam som redaktör på Nyheter24:s politiksektion och på valplattformen Maktkamp24.
Han har skrivit ledartexter för Aktuellt i politiken.